# Junsi
En aquest nom xinès, el cognom és Zhang.
Zhang Yi (c. 167 – 230), nom estilitzat Junsi, va ser un funcionari civil que va servir a Shu Han durant el període dels Tres Regnes de la història xinesa.

## Servint al govern de la Província de Yi
Originalment un nadiu de la Província de Yi, Zhang Yi va ser nomenat com un Filial i Incorrupte (孝廉) sota el senyor de la guerra i Inspector Liu Zhang a Sichuan. Quan Liu Bei va trair a Liu Zhang i va atacar a aquest últim, ell va ser enviat per Liu Zhang a Deyang per evitar que els reforços de Liu arribaren a la província. Això no obstant, Zhang va ser derrotat pel general de Liu Bei, Zhang Fei, en el 212, però se les va arreglar per tornar a Chengdu, on Liu Zhang estava sent assetjat. Zhang Yi fou manat com a enviat al campament de Liu Bei, on se li va comunicar que Liu Zhang seria tractat bé si es retia al setge. Zhang va informar a Liu Zhang, i aquest últim es va rendir.
Zhang Yi va ser promogut ràpidament sota el regnat de Liu Bei, i va ser elogiat pel canceller Zhuge Liang com un dels súbdits més capaços del règim de Liu Zhang. Zhang Yi va ser un capaç i molt popular administrador local, així és que en fou assignat a un dels comtats de Nanzhong quan els residents es van sollevar després que Liu Bei va patir una derrota devastadora a la batalla de Xiaoting. Zhang Yi va ser capturat, però els senyors de la guerra locals no es van atrevir a matar-lo i, en lloc d'això, se'l van enviar a Sun Quan, el qual no es va molestar en veure al nou reclús i directament el va ficar en la presó.

## Presoner de Wu
Quan Wu Oriental i Shu Han restabliren la seva aliança contra Cao Wei, Deng Zhi va ser despatxat per Zhuge Liang com a enviat, i una de les seves missions era demanar l'alliberament i el retorn de Zhang Yi. Va ser només llavors que Sun Quan es va reunir amb Zhang Yi per primera vegada per primera vegada des del seu empresonament a Wu Oriental. Sun es va quedar atònit per la capacitat de Zhang després d'una llarga xarrada en el banquet de comiat que ell havia donat per Deng Zhi i Zhang Yi. Després que Zhang Yi va marxar amb Deng Zhi, Sun Quan va començar a tenir remordiments, i va lamentar l'haver deixat marxar a Zhang, ja que volia tenir a Zhang Yi per si mateix i així aquest pogués servir a Wu Oriental. A suggeriment de membres del seu estat major, Sun va enviar tropes per abastar a l'enviat Deng, però Zhang Yi ja s'havia apercebut del que Sun faria després en observar la seva actitud durant el banquet i, per tant, ell i Deng Zhi van eixir prestament de Wu Oriental, accelerant el seu viatge, i van arribar de tornada a Shu Han només amb la distància d'un dia per davant de les tropes perseguidores de Sun Quan.

## Servint en la cancelleria
Després del seu retorn a Shu, Zhang va ser nomenat per Zhuge com un Assessor de l'Exèrcit. Al mateix temps, va ser contractat com a personal de l'oficina del canceller, i també en fou fet Funcionari Adjunt del Quarter General (署丞相府事，領益州治中從事). Es va convertir en Coronel que Dispara en un So i Oficial Major de Zhuge quan aquest últim va començar l'Expedició del Nord. Ell no va servir en el front, però en compte d'això va treballar-hi per Zhuge en la capital per tal d'articular la comunicació entre l'agència imperial i el despatx del canceller. Està registrat que Zhuge ho volia tot, gran o petit, sent revisat per ell mateix en primer lloc, així que Zhang va viatjar al nord cap a Hanzhong per demanar l'opinió de Zhuge en un tema central de política. Durant la partida de Zhang, hi va haver diversos centenars de persones presents per acomiadar-se'n, i els carros de cavalls hi eren estacionats per tot arreu del carrer principal de Chengdu.
Durant la seva vida tardana, Zhang n'ascendí a la posició de General que Assisteix Han, però es va mantenir com a membre de l'oficina de personal de Zhuge. Ell va transir en el 230 EC, a una edat superior als 63 anys. El fill i el germà menor de Zhang van passar a servir a l'Estat de Shu.

## Anotacions
1. ↑  Segons els Registres dels Tres Regnes, vol. 41, Zhang Yi, que va conversar amb Sun Quan abans del seu alliberament, n'afirmà, "Als 57, ja he sobreviscut als meus pares." Això implica, encara que no ho demostra definitivament, que ell tenia 57 anys quan Sun Quan el va deixar en llibertat, que va ser probablement en el 223, el qual va ser l'any en què Deng Zhi visità a Sun Quan, d'acord amb el Zizhi Tongjian, vol. 70.